# Budynek szkoły przy ulicy Podwale 57 we Wrocławiu

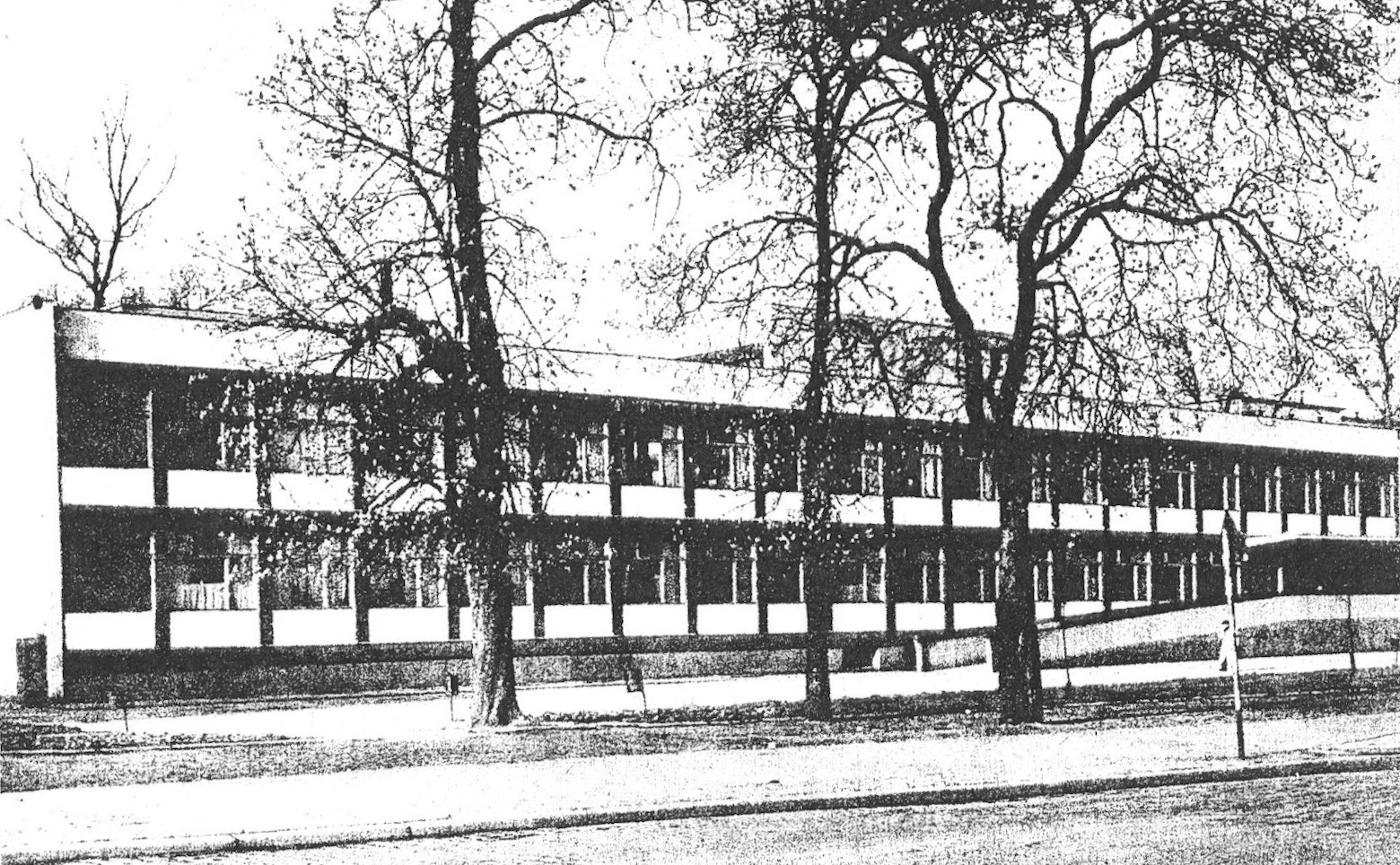
Skrzydło północne, 1964 r.

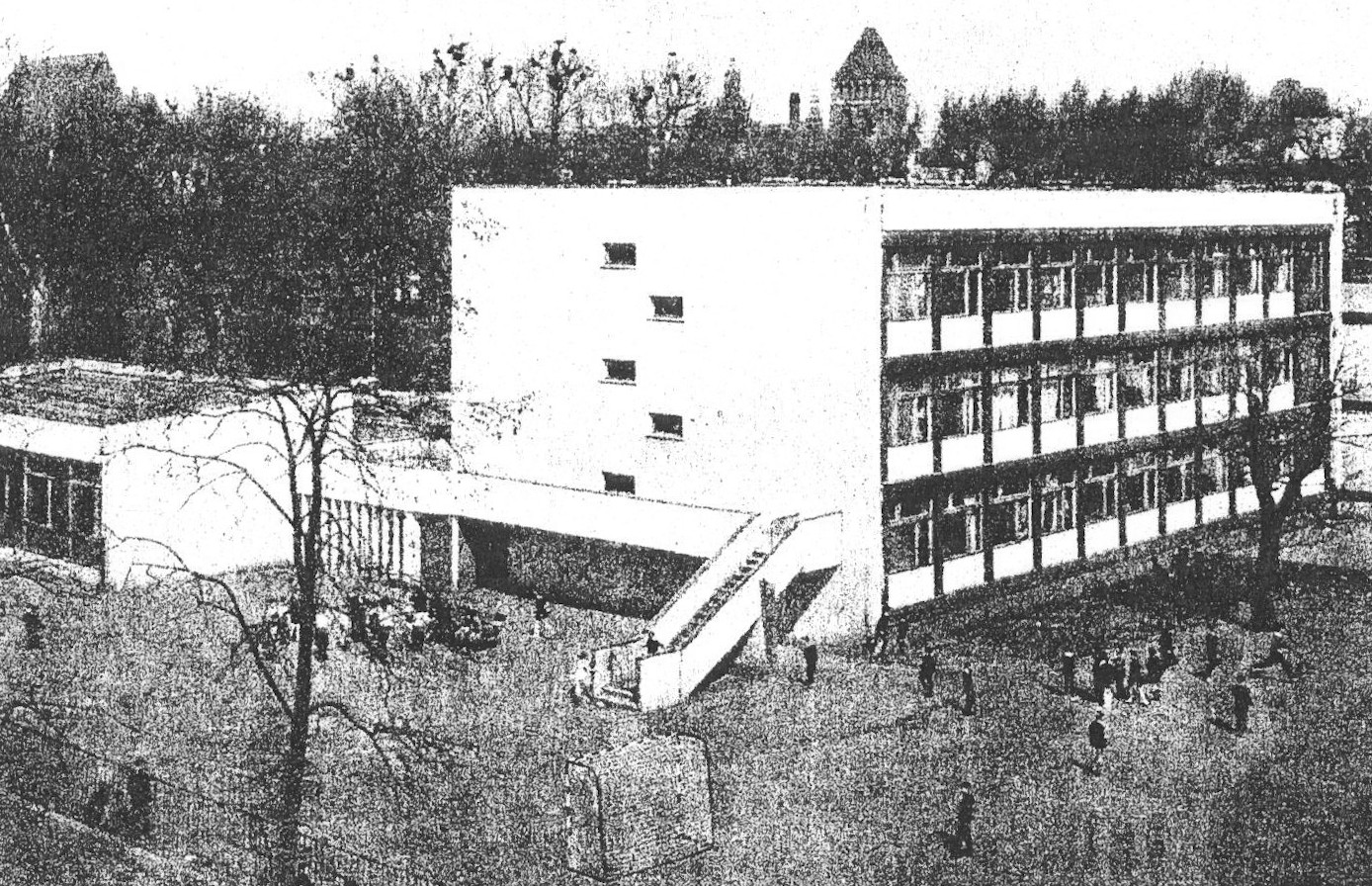
Skrzydło południowe, 1964 r.

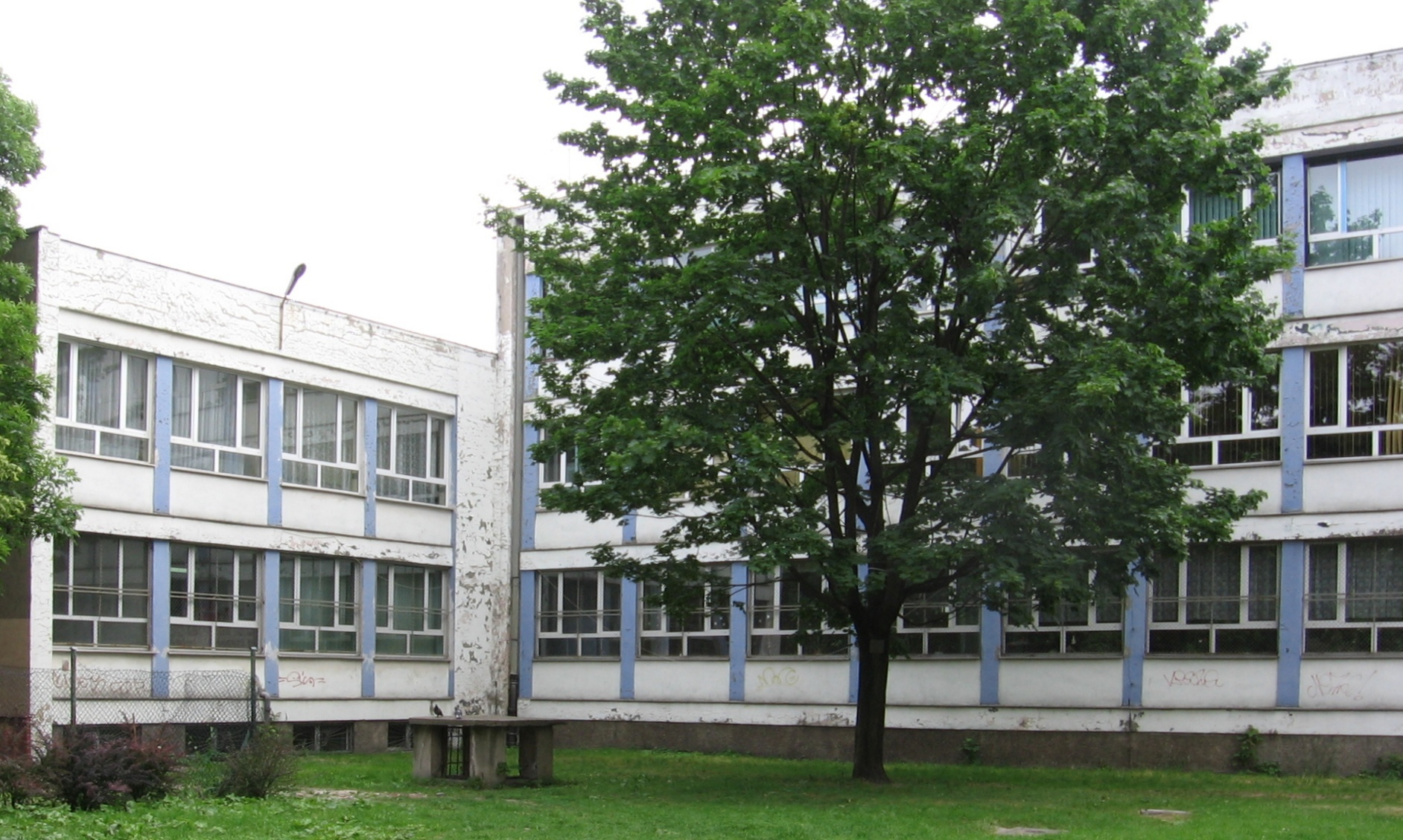
Skrzydło północne (po lewej) i południowe (po prawej)

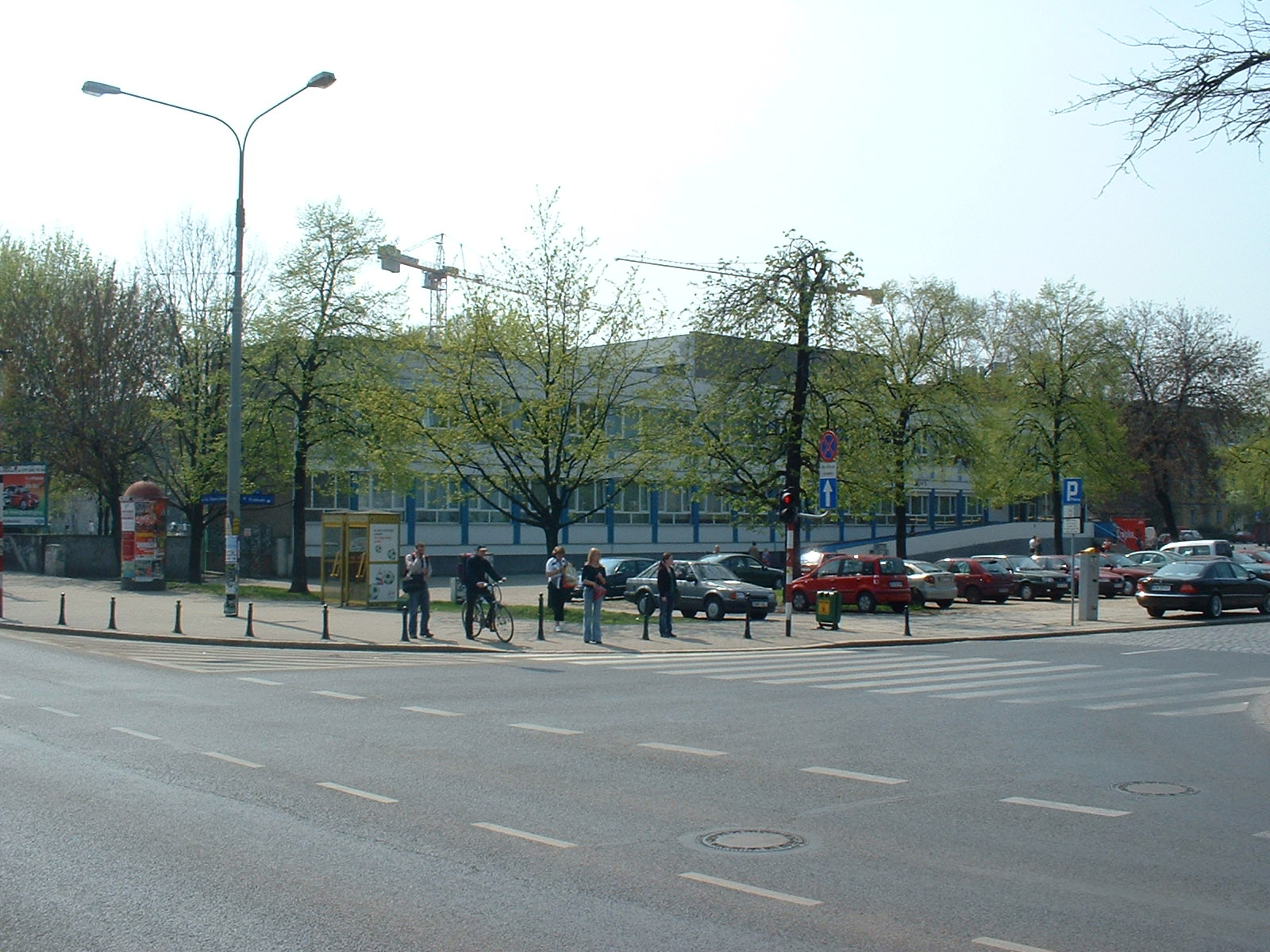
Skwer przed szkołą, wcześniej wykorzystywany jako parking

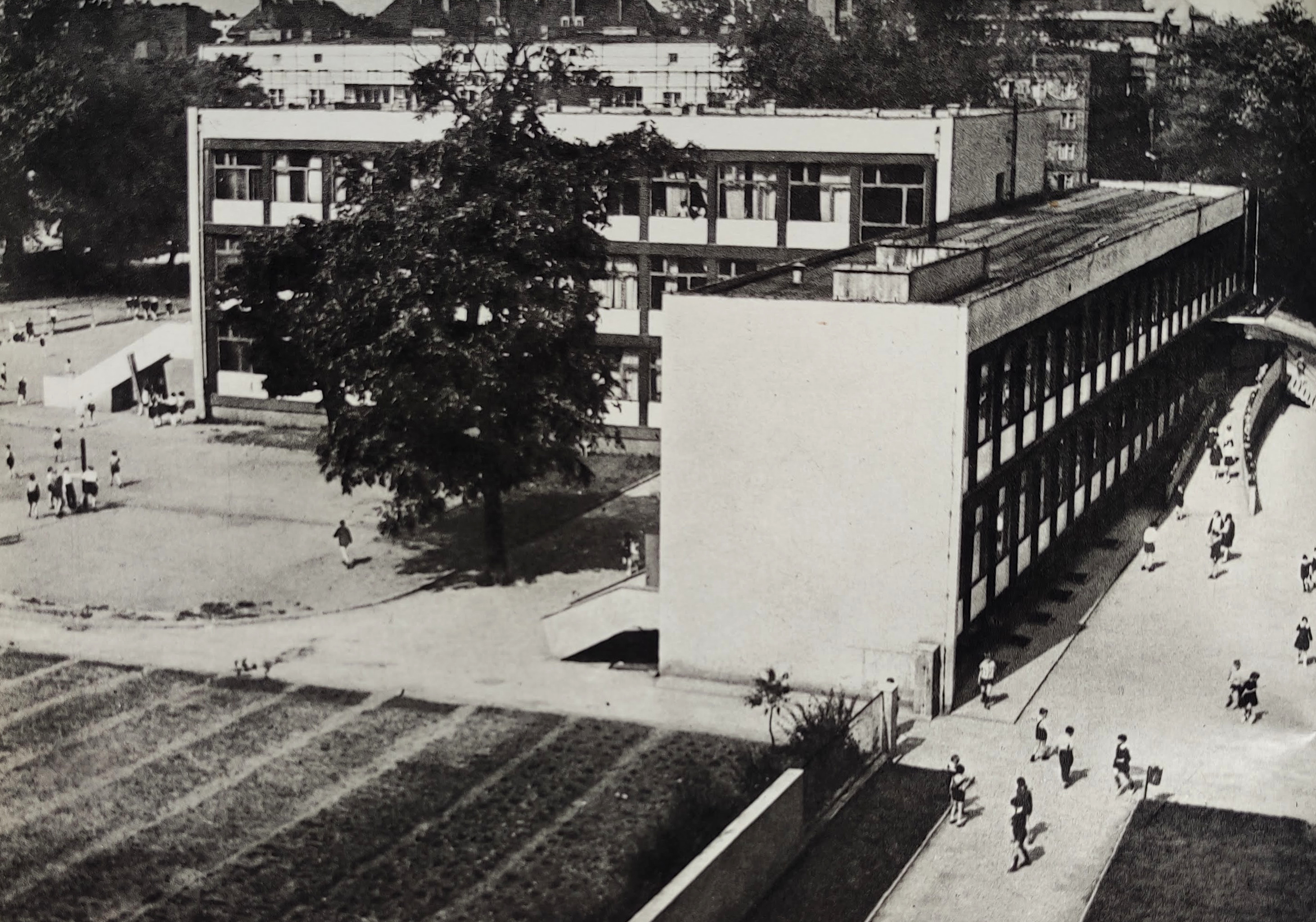
Budynek główny, 1964 r.

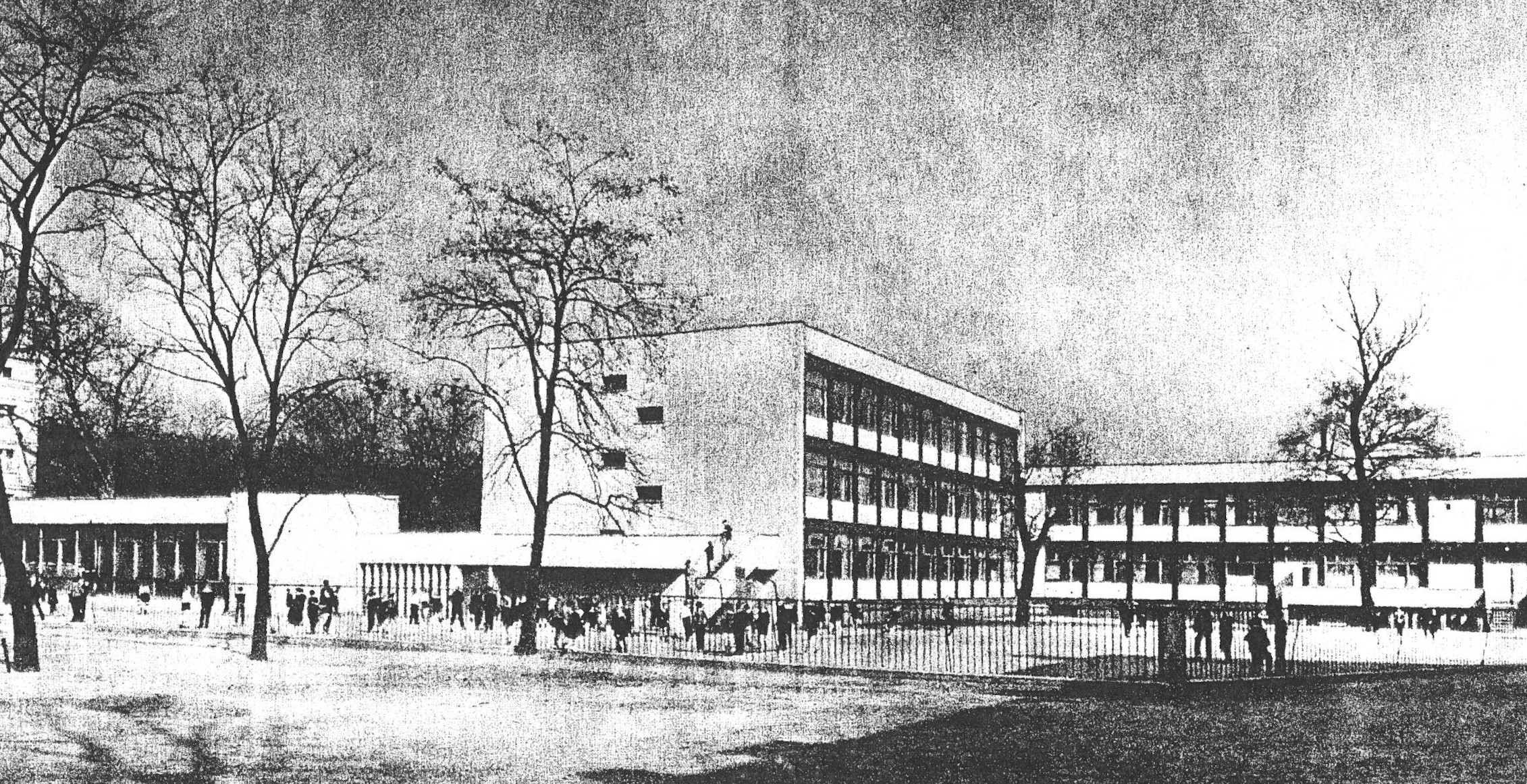
Widok z południa, 1964 r.

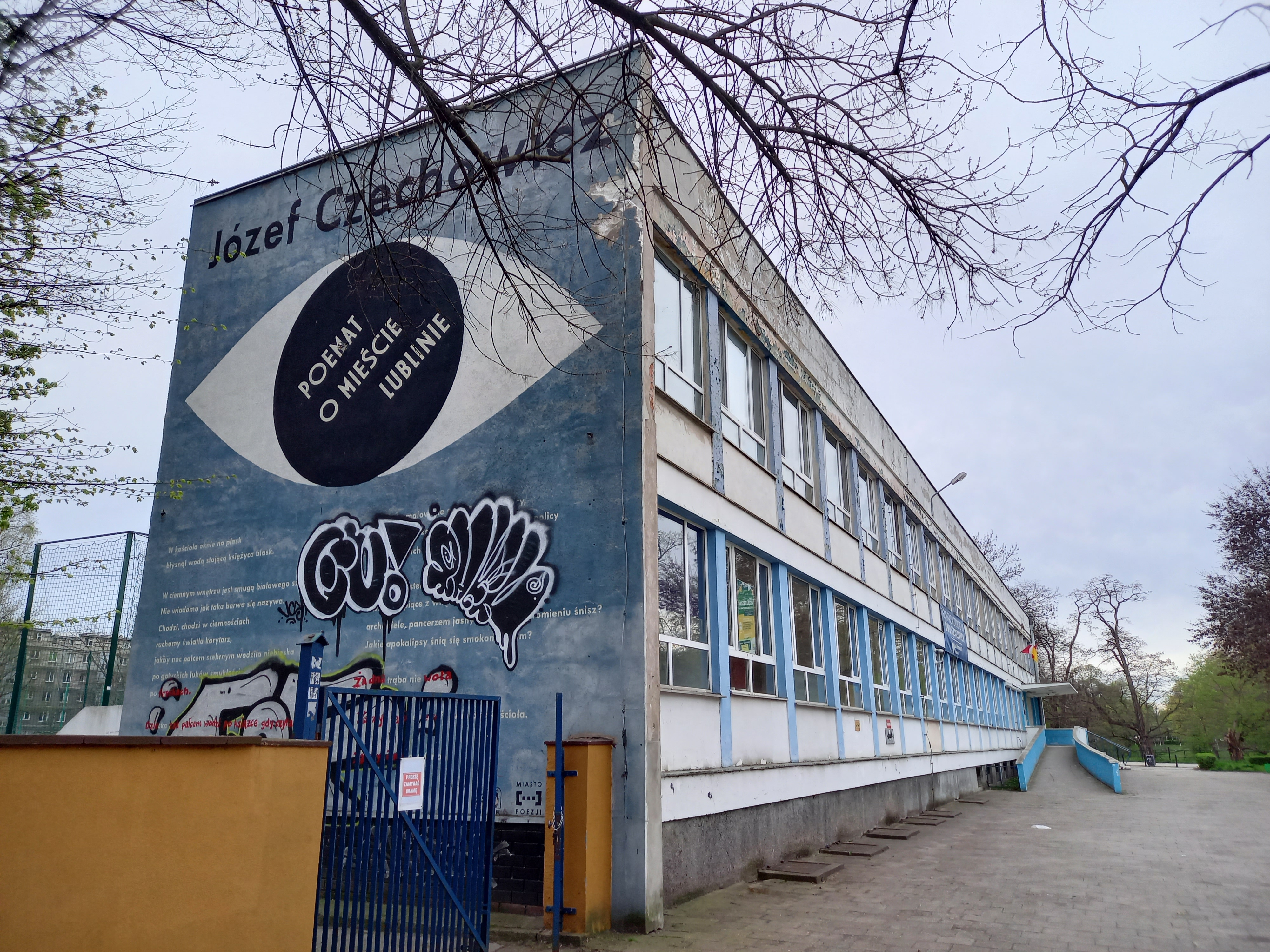
Skrzydło północne

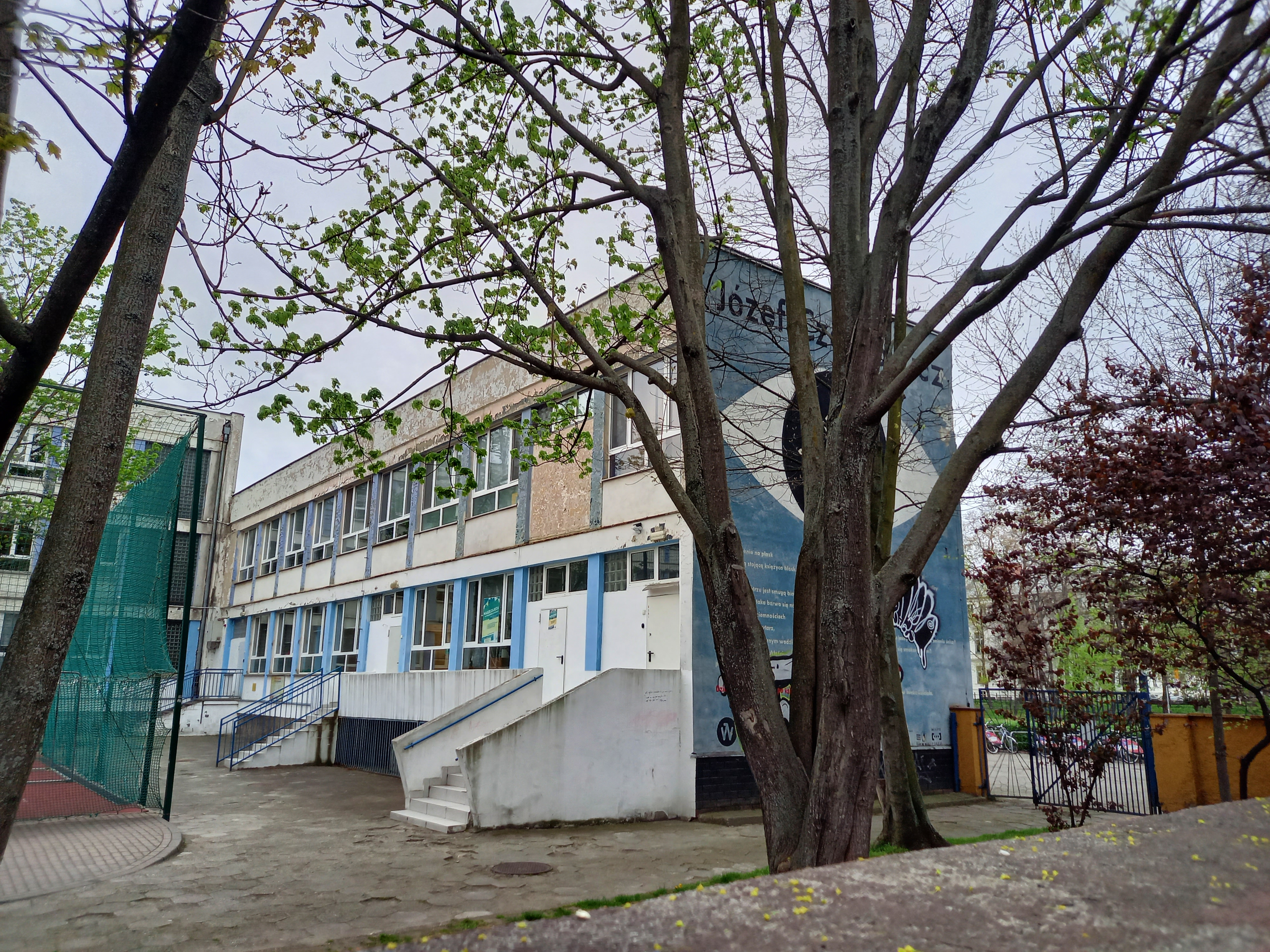
Skrzydło północne, dodatkowe wejścia do południa

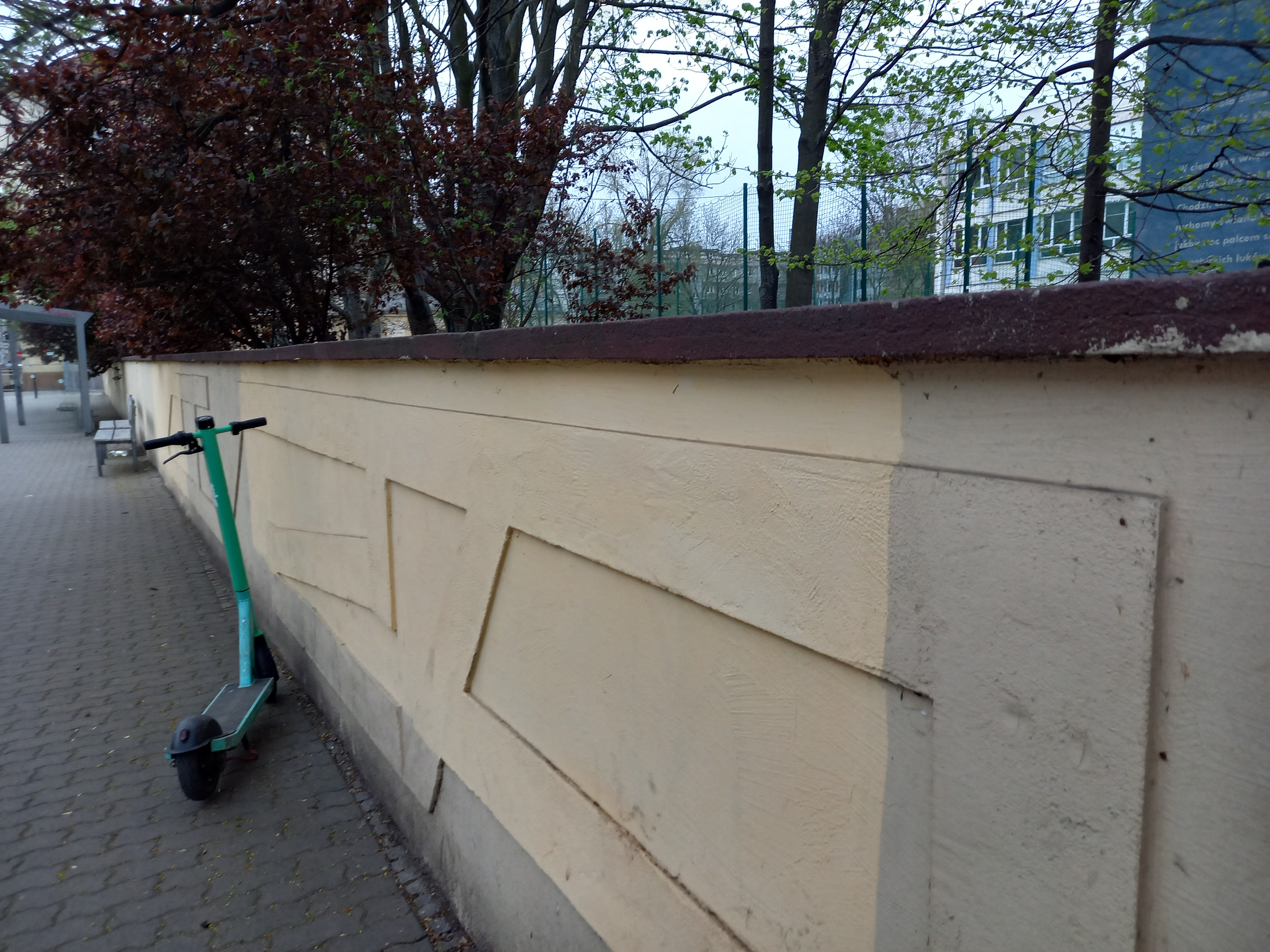
Mur (ogrodzenie) od ul. H. Kołłątaja

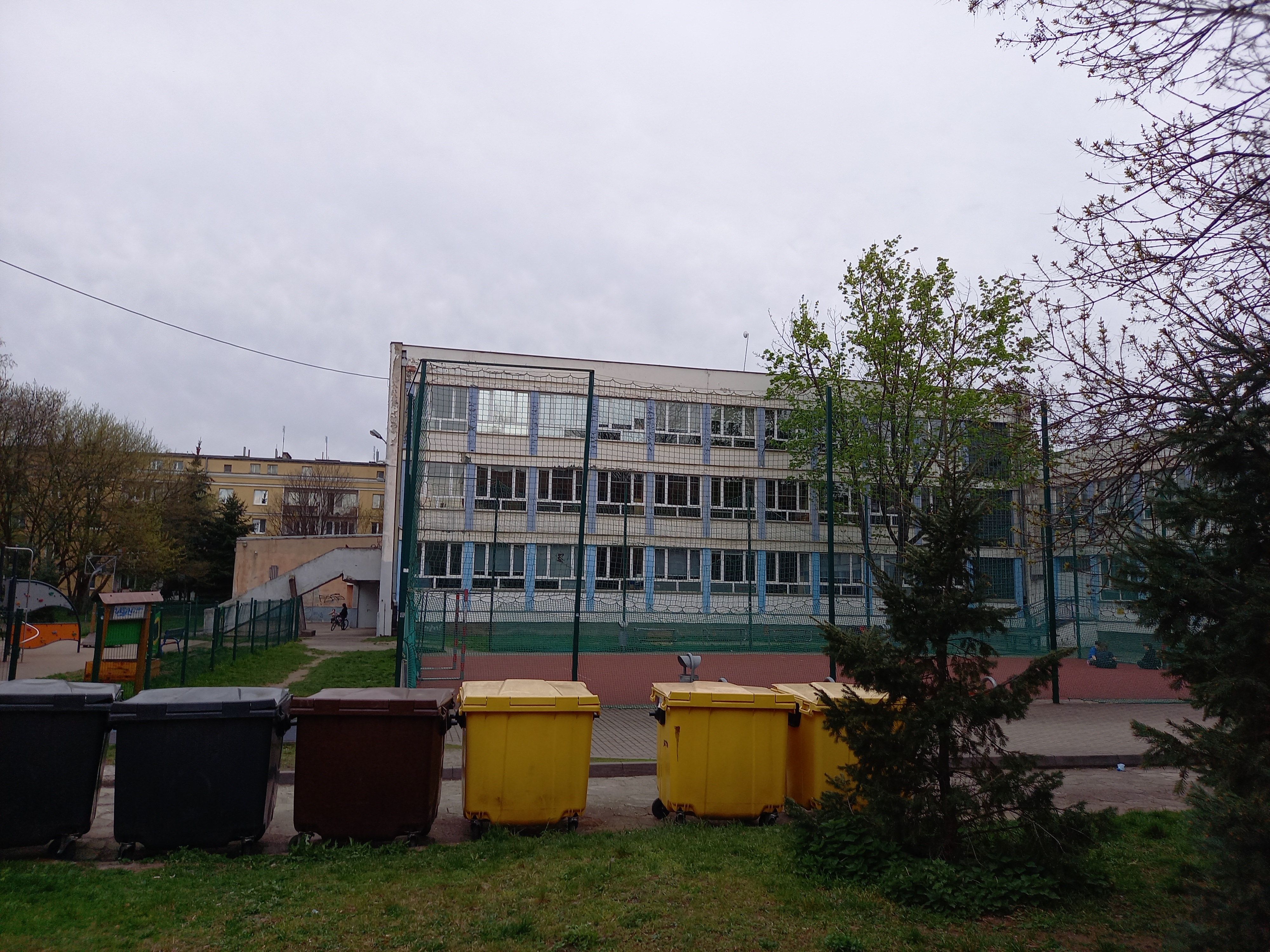
Skrzydło południowe

Budynek szkoły przy ulicy Podwale 57 – budynek szkoły położony we Wrocławiu przy ulicy Podwale 57 na osiedlu Przedmieście Świdnickie. Zabudowa powstała w latach 1958–1960 jako pierwsza w mieście szkoła tysiąclecia. Projektantką była Jadwiga Grabowska-Hawrylak. Zastosowane rozwiązania architektoniczne i konstrukcyjne pozwoliły na ukształtowanie fasady budynku z dużymi przeszkleniami, co było w ówczesnych czasach nowością we Wrocławiu. Z tego względu uznaje się go za pierwszy „szklany dom” w historii miasta oraz ówczesny synonim nowoczesności w architekturze. Współcześnie w budynku mieści się Szkoła Podstawowa Nr 71. Budynek wpisany jest do gminnej ewidencji zabytków oraz ujęty został w wojewódzkim wykazie zabytków.

## Położenie i otoczenie
Budynek szkoły położony jest we Wrocławiu przy ulicy Podwale 57 (kod pocztowy: 50-039). Jest to obszar osiedla Przedmieście Świdnickie położonego w centralnej części miasta. Po stronie północnej przebiega ulica Podwale, która jest drogą jednokierunkową, mającą duże znaczenie dla komunikacyjne, klasy zbiorczej, o dużym natężeniu ruchu, będąca bulwarem ogólnomiejskim, po której poruszają się także autobusy na wyznaczonych tu liniach w ramach wrocławskiej komunikacji miejskiej. Za ulicą położona jest fosa miejska, a dalej tereny zieleni obejmujące Promenadę Staromiejską. Po stronie wschodniej przebiega ulica Hugona Kołłątaja, która jest jedną z głównych osi łączących Stare Miasto z Dworcem Głównym. Na południe za terenem szkolnym zabudowa rejonie ulicy Tadeusza Kościuszki i wspomnianej ulicy Hugona Kołłątaja. Natomiast na zachód od szkoły leżą budynki mieszkalne przy ulicy Podwale 45-56. Teren ten charakteryzuje się najlepszym dostępem do infrastruktury komunikacyjnej, a w bezpośrednim sąsiedztwie znajdują się przystanki zarówno tramwajowe, jak i autobusowe dla linii komunikacyjnych w ramach wrocławskiej komunikacji miejskiej.

## Historia
Teren na którym posadowiona jest szkoła był w okresie międzywojennym gęsto zabudowanym obszarem śródmiejskim, z ciągłą pierzeją wzdłuż ulicy Hugona Kołłątaja oraz zabudową przy ulicy Podwale. W wyniku działań wojennych prowadzonych podczas oblężenia Wrocławia w 1945 r. znaczna część zabudowy uległa zniszczeniu, w tym niemal cała zabudowa przy ulicy Hugona Kołłataja oraz zabudowa przy tym odcinku ulicy Podwale. Po uporządkowaniu gruzów powstały wolne tereny na których zrealizowano nowe zagospodarowanie. Część terenów przeznaczono pod zabudowę mieszkaniową, między innymi w rejonie ulicy Hugona Kołłątaja i ulicy Tadeusza Kościuszki, w rejonie ulicy Piotra Skargi i ulicy Teatralnej (budynki mieszkalne przy ulicy Teatralnej 22-26 i Piotra Skargi 7-17), czy przy ulicy Podwale (budynki mieszkalne przy ulicy Podwale 45-56 we Wrocławiu), lecz teren przy skrzyżowaniu ulicy Hugona Kołłątaja i ulicy Piotra Skargi z ulicą Podwale po stronie południowo-zachodniej przeznaczono pod budowę szkół. Powstały tu dwie oddzielne szkoły, w tym omawiana przy ulicy Podwale 57. Współcześnie cała zabudowa obu szkół przeznaczona jest dla potrzeb jednej placówki.
Decyzja o budowie szkoły w tym miejscu powstała już w drugiej połowie lat 40. XX wieku, sam projekt koncepcyjny został opracowany w latach 1947–1948. Autorką projektu szkoły jest Jadwiga Grabowska-Hawrylak. Projekt ten powstał więc jeszcze w czasie studiów odbywanych przez autorkę na Politechnice Wrocławskiej. Natomiast projekt ostateczny powstawał od 1955 r. (około 1956 r.). Sama zaś budowa obiektu prowadzona była od 1958 r. do 1960 r. Był to jeden z pierwszych zrealizowanych obiektów projektu Jadwigi Grabowskiej-Hawrylak. Była to także pierwsza we Wrocławiu szkoła tysiąclecia. Szkoły te były realizowane pod hasłem „1000 szkół na 1000-lecie”, a budynek szkoły przy ulicy Podwale 57 powstał w pierwszej fazie realizacji całego programu, w okresie kiedy przykładano jeszcze wagę do jakości architektury planowanych budynków szkolnych. Takie pierwotne podejście wynikało z traktowania tejże architektury jako ważnego elementu wychowania estetycznego. Do nowej zabudowy przeniesiono z innej lokalizacji funkcjonującą już Szkołę Podstawową numer 71 inaugurując nowy rok szkolny w nowym budynku dnia 1 września 1960 r. Placówka zyskała miano eksperymentalnej dzięki stosowaniu nowatorskich metod nauczania.

## Nieruchomość, własność i użytkownicy
Działka gruntu, na której położony jest ten budynek szkolny, zajmuje obszar o polu powierzchni wynoszącym 0,5548 ha. Klasoużytek tej działki jest określony jako Bi – Inne tereny zabudowane. Działka ma przypisany identyfikator EGiB G5 026401_1.0001.AR_33.51/1 oraz identyfikator IIP PL.PZGiK.112.EGiB DB314905-2461-4D18-8C3B-F8E8C1AA11C0. Pod względem ewidencji gruntów i budynków (EGiB) na działce posadowiony jest budynek główny (identyfikator EGiB G5 026401_1.0001.AR_33.51.4_BUD oraz identyfikator IIP PL.PZGiK.112.EGiB A7BF77D8-64DF-4DDA-A9D0-C98D63CB197E), a oprócz budynku głównego w ewidencji tej wyodrębniono przylegający do niego łącznik (identyfikator EGiB G5 026401_1.0001.AR_33.51.5_BUD oraz identyfikator IIP EA82D20B-E451-4F39-BD07-072D84644E86), część z zapleczem przy sali gimnastycznej (identyfikator EGiB G5 026401_1.0001.AR_33.51.6_BUD oraz identyfikator IIP A8876B2B-7FCD-4689-B3BB-3112C526BB5D) oraz budynek z salą gimnastyczną (identyfikator EGiB G5 026401_1.0001.AR_33.51.7_BUD oraz identyfikator IIP C1042669-B49F-44AD-B117-B7DEFCAD9071). Wszystkie te wyodrębnione w ewidencji obiekty, według Klasyfikacji Środków Trwałych mają przypisany rodzaj k – budynki oświaty nauki i kultury oraz sportowe (107). Są to obiekty użyteczności publicznej. Jak wyżej zaznaczono współczesna placówka użytkuje także sąsiednią nieruchomość z budynkiem szkolnym, nieujętą w powyższym zestawieniu.
Nieruchomość jest własnością gminy, ale pozostaje w zarządzie, użytkowaniu. W budynku mieści się Szkoła Podstawowa nr 71 imienia Zesłańców Sybiru. Placówka użytkuje także sąsiedni budynek i teren przy ulicy Hugona Kołłątaja 1-6. W północno-zachodnim narożniku działki przy ulicy Podwale posadowiony jest jeszcze niewielki pawilon o funkcji handlowej – rodzaj według Klasyfikacji Środków Trwałych: h – budynki handlowo-usługowe (103), powierzchnia zabudowy 21 m².

## Zabudowa i zagospodarowanie terenu
Jak wyżej podano na terenie znajduje się zabudowa, którą w ewidencji podzielono na cztery części – budynek główny, którego powierzchnia zabudowy wynosi 980 m², łącznik o powierzchni zabudowy wynoszącej 39 m², część z zapleczem o powierzchni zabudowy wynoszącej 110 m² i budynek z salą gimnastyczną o powierzchni zabudowy 186 m². Na działce oprócz budynków i towarzyszącej zieleni na południe od zabudowy znajdują się także boiska oraz inne urządzenia sportowe urządzone na tej działce i na sąsiedniej działce ewidencyjnej przy drugim budynku szkolnym. Przed budynkiem na działce o powierzchni wynoszącej 0,1283 ha urządzony jest skwer, któremu nadano imię Dzieci Sybiru. Teren szkolny od ulic oddzielony jest murem, a w pozostałym zakresie ogrodzeniem z prętów stalowych. Wjazd na teren prowadzi od ulicy Podwale.

## Architektura i aspekty budowlane

### Wprowadzenie do architektury
Architektura obiektu odnosi się do stylistyki modernistycznej i jest to jeden z pierwszych obiektów we Wrocławiu o takim nawiązaniu. Zastosowane rozwiązania architektoniczne i konstrukcyjne pozwoliły na ukształtowanie fasady budynku z dużymi przeszkleniami. Z tego względu ówcześnie obiekt został nazwany „szklanym domem” i był to pierwszy taki budynek w historii miasta. Stał się wówczas także synonimem nowoczesności w architekturze. Sam zespół budynków to zestawienie trzech kubusów o różnej powierzchni i wysokości rozmieszczonych w układzie asymetrycznym.

### Rzut poziomy
Zasadnicza część zabudowy w rzucie na płaszczyznę terenu ma kształt zbliżony do litery „T”, przy czym „daszek” (skrzydło północne budynku) położony jest w części północnej zespołu zabudowy, w układzie zbliżonym do równoleżnikowego, a „nóżka” (skrzydło południowe budynku) biegnie w kierunku południowym, w układzie zbliżonym do kierunku południkowego, łącząc się z „daszkiem” w około 1/3 jego długości bliżej strony zachodniej. Do południowego krańca „nóżki” przylega łącznik prowadzący do bloku sportowego z zapleczem sanitarnym, którego rzut poziomy ma kształt prostokąta.

### Bryła
Zabudowa na wyżej opisanej nieruchomości obejmuje budynek szkoły o różnej wysokości i liczbie kondygnacji w poszczególnych częściach obiektu. I tak budynek główny ma trzy kondygnacje nadziemne, a łącznik i część z zapleczem oraz salą gimnastyczną mają jedną kondygnację nadziemną. Powyższe spojrzenie oddaje zapisy zawarte we współczesnej ewidencji budynków jednak nie w pełni oddaje rzeczywisty kształt zabudowy, na który składają się zestawione ze sobą trzy kubusy – bryły o różnej wysokości i powierzchni, rozmieszczone asymetrycznie. Na budynek główny składają się dwa skrzydła budynku. Pierwszy ustawiony jest frontem do ulicy Podwale, ma wydłużony kształt o charakterze pawilonowym i dwie kondygnacje nadziemne. Drugie skrzydło położone jest prostopadle do niego, biegnie w głąb działki na której budynek jest posadowiony, ma trzy kondygnacje nadziemne mieszczące klasy lekcyjne. Ta część zabudowy szkolnej jest podpiwniczona. Trzecia bryła obejmuje blok sportowy połączony ze skrzydłem południowym wyżej wspomnianym łącznikiem. Ma jedną kondygnację nadziemną. Po stronie południowej urządzona jest sala gimnastyczna. Ta część tej bryły jest wyższa od części północnej, w której urządzono zaplecze socjalne (szatnie, umywalnie i sanitariaty). Wszystkie dachy zaprojektowano i wykonano jako dachy płaskie.

### Elewacje
Najbardziej wyeksponowana fasada budynku, czyli jego północna ściana zewnętrzna, z wejściem głównym do szkoły, zlokalizowana od strony ulicy Podwale, charakteryzuje się 21-osiowym, prostym podziałem w układzie geometrycznym, wykreowanym za pomocą elementów konstrukcyjnych. Elementy te tworzą podział na duże, identyczne pola. Są one wypełnione niską ścianką podokienną i dużymi oknami, tworzącymi na elewacji efekt dużych, dominujących przeszkleń. Ponad tym układem geometrycznym wykreowano zwieńczenie w postaci wąskiego pasa gładkiej ściany. Kolorystykę dobrano następująco: pionowe elementy konstrukcyjne pomalowano farbą o barwie niebieskiej, natomiast elementy poziome i ścianki w kolorze białym. Jednym z podstawowych aspektów zwracającym na siebie uwagę tej elewacji są duże okna. Mają one kształt zbliżony w swych proporcjach do kwadratu. Całe tak ukształtowane pole zostało podzielone szprosami. W części dolnej takiej figury wykreowano w ten sposób dwa małe, stosunkowo wąskie przeszklenia w kształcie położonych prostokątów, a w części górnej trzy większe przeszklenia w postaci pionowych prostokątów, przy czym boczne są nieco węższe od środkowego (współcześnie, pierwotnie układ był odwrotny). W przyziemiu wykonano cokół z typową wówczas okładziną z otoczaków. Przed wejściem do budynku, umieszczonym pond poziomem przyległego terenu, na zachodnim skraju tego skrzydła budynku, zbudowano rampę (pochylnię) i schody. Ściany szczytowe tego skrzydła (wschodnia i zachodnia) są ślepe, bez otworów okiennych czy innych charakterystycznych detali architektonicznych.
Analogiczne w swym układzie i detalach kompozycje graficzne jak wyżej opisanej fasady wykreowano na elewacji południowej skrzyła północnego oraz na elewacjach bocznych (wschodniej i zachodniej) skrzydła południowego, lecz oczywiście o innej liczbie osi architektonicznych. Elewacja zachodnia i wschodnia skrzydła południowego mają mianowicie po 11 osi przy czym po jednej ukształtowanej odmiennie poprzez wypełnienie otworów luksferami. Jest to w elewacji zachodniej oś skrajnie południowa, a w elewacji wschodniej oś skrajnie północna. Południowa ściana skrzydła południowego zaakcentowana została sześcioma oknami rozmieszczonymi asymetrycznie. Okna mają kształt prostokąta, ale o dłuższym boku poziomym.
Ściany zewnętrzne bloku sportowego i łącznika są zróżnicowane pod względem kompozycji. Południowa ściana bloku sportowego, z salą gimnastyczną, charakteryzuje się wielkimi przeszkleniami doświetlającymi wnętrze. Od dołu i góry przeszklenie to ujęto wąskimi pasami pełnych ścian. Ściana północna przylegająca do pomieszczeń z szatniami i innymi socjalno-sanitarnymi ma wykreowany pas okien rozdzielonych wąskimi pasami, ujęty od dołu wysokim cokołem wykończonym okładziną z otoczaków, a od góry analogicznie jak pozostałe ściany, wąskim pasam pełnej ściany pomalowanej na biało. Łącznik ma północną ścianę ślepą, a południową z pasami luksferów ujętych w wąskie elementy konstrukcyjne oraz z drzwiami wejściowymi. Zwieńczeniem jest pas pełnej, murowanej ściany, pełniącej funkcję balustrady tarasu.

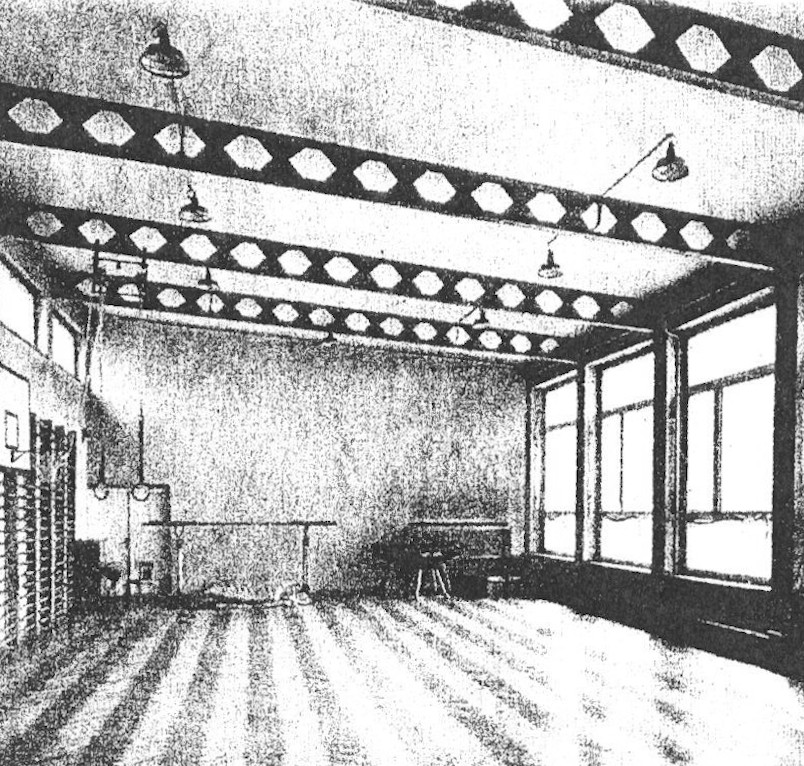
Sala gminastyczna, 1964 r.

### Wnętrza
Budynek funkcjonalnie podzielony jest na bloki czytelnie dopasowane do układu architektonicznego w ten sposób, że skrzydło północnej przeznaczono na funkcje administracyjne, biurowe i socjalne, skrzydło południowe na funkcje dydaktyczne, a blok sportowy na potrzeby zajęć wychowania fizycznego i innych zajęć sportowych. Pawilon frontowy (skrzydło północne) ma zróżnicowaną liczbę traktów zarówno na poszczególnych kondygnacjach, jak i w ramach poszczególnych kondygnacji, od jednego traktu, poprzez półtorej traktu do dwóch. W tej części zlokalizowano również klatki schodowe zapewniające komunikację pomiędzy kondygnacjami, w tym klatkę schodową przeznaczoną do celów gospodarczych. Skrzydło południowe określone jest jako dwu i pół traktowe, w układzie z korytarzem centralnym i klasami lekcyjnymi po obu stronach korytarza. W tym skrzydle również znajdują się klatki schodowe położone w północno-wschodnim i południowo-zachodnim jego narożniku. Znajdują się tu dwubiegowe schody ze spocznikami. Natomiast przez blok sportowy przebiega korytarz rozdzielający go na dwie asymetryczne części: po stronie południowej znajduje się sala gimnastyczna, a po stronie północnej szatnie i prysznice.
Cały układ komunikacyjny w szkole został tak dobrany, aby rozdzielić uczniów od osób postronnych. Uczniowie przechodzą więc przez szatnię położoną w piwnicy skrzydła północnego, skąd przechodzą do części dydaktycznej. Natomiast osoby postronne przechodzą przez hol na parterze skąd mają możliwość udania się do sekretariatu szkoły lub gabinetu dyrektora, bez możliwości przejścia do części dydaktycznej. Skrzydło północne stanowi także bufor dźwiękochłonny oddzielający część dydaktyczną od ruchliwej ulicy.
Sale lekcyjne rozmieszczono w skrzydle południowym na trzech kondygnacjach powtarzalnych. Środkiem skrzydła przebiega korytarz, wzdłuż którego znajdują się po obu stronach prostokątne sale lekcyjne. W przeciwległych narożnikach skrzydła wykonano klatki schodowe i toalety. W skrzydle północnym przewidziano część administracyjno-socjalną, obejmującą między innymi takie pomieszczenia jak: sekretariat szkoły, gabinet dyrektora, świetlica, gabinet pielęgniarki, mieszkanie służbowe.
W piwnicy oprócz jednoprzestrzennej szatni i innych pomieszczeń gospodarczych znajduje się także schron żelbetowy.

### Pozostałe elementy zewnętrzne
Przy fasadzie budynku, stanowiącej elewację północą pawilonu głównego (skrzydła północnego), znajduje się rampa i schody prowadzące do wejścia głównego. Wykonane zostały ponieważ wejście położone jest ponad poziomem gruntu. Nad samym wejściem wykonano płaski daszek, a po bokach balustradę z wygiętej rury stalowej. Ponadto w południowo-wschodniej części budynku zbudowane zostały schody i galeria umożliwiające dojście do wejścia gospodarczego i mieszkania prywatnego. Na dachu łącznika do bloku sportowego urządzono taras, który połączony jest z galerią biegnącą wzdłuż południowej ściany szczytowej skrzydła południowego. Galeria zakończona jest schodami wspartymi na betonowym filarze. Przy schodach prowadzących do wejścia gospodarczego oraz do części sportowej, wykonano pełne balustrady murowane.

### Aspekty budowlane
Fundamenty wykonano jako monolityczne. Układ konstrukcyjny budynku jest szkieletowy. Konstrukcja szkieletu wykonana została z drobnowymiarowych elementów żelbetowych takich jak słupy i podciągi. Okna wykonane zostały w ramach plastikowych. Ściany w budynku są murowane z cegły. Pierwotnie wyjątkiem były ściany osłonowe, które wykonane zostały jako wielowarstwowe na szkielecie drewnianym pełniącym równocześnie funkcję ościeżnicy okiennej. Współcześnie one także są murowane. Stropy wykonano jako gęstożebrowe, prefabrykowane, belkowo-pustakowe, typu „DMS”. Stropodach pokryto papą. W piwnicach posadzki wykonano jako betonowe z wyłączeniem części ogólnodostępnej. Tu i na wyższych kondygnacjach w ciągach komunikacyjnych na posadkach zastosowano lastriko. W salach podłogi przykrywa parkiet drewniany, a w sanitariatach z glazury. Schody wewnętrzne są wykonane jako betonowe, pełne. Zastosowano na nich balustrady stalowe, podwyższone oraz poręcze drewniane.

## Ochrona obszaru i obiektu
Szkoła znajduje się w obrębie historycznego układu urbanistycznego Przedmieścia Południowego we Wrocławiu, który jako założenie przestrzenne objęte jest ochroną w ramach gminnej ewidencji zabytków oraz ujęty jest w wojewódzkim wykazie zabytków. Układ ten kształtowany był począwszy od XIII wieku, a następnie od około 1840 r, do początku lat 60. XX wieku. Rodzaj ochrony określony jest na „inny”. Stan zachowania obszaru oceniany jest na: 4 – dobry / 5 – bardzo dobry.
Również sam budynek został objęty taką ochroną. Wpisany jest do gminnej ewidencji zabytków oraz ujęty w wojewódzkim wykazie zabytków jako „Szkoła Tysiąclecia, obecnie Szkoła Podstawowa Nr 71 im. Leona Kruczkowskiego”. Rodzaj ochrony również określony jest na „inny”. Obiekt ma przypinany identyfikator Inspire id: PL.1.9.ZIPOZ.NID_E_02_BK.174060.
Przed uchwaleniem studium uwarunkowań i kierunków zagospodarowania przestrzennego dla miasta Wrocławia z 2018 r. podczas prac i analiz dotyczących tego, które obiekty uznać za dobra kultury współczesnej, budynek ten był jedną z propozycji. Nie została ona jednak uwzględniona i budynek szkoły nie znalazł się na wrocławskiej liście takich dóbr. Taka propozycja znalazła się także w karcie ewidencyjnej zabytków architektury i budownictwa.

## Odbiór, opinie
Zabudowa szkolna przy ulicy Podwale 57 w czasie kiedy powstała wyróżniała się architekturą od powstającej wówczas zabudowy, szczególnie socrealistycznej. Walory elewacji sprawiły, że obiekt otrzymał jako pierwszy w mieście miano szklanego domu oraz stał się symbolem nowoczesności w architekturze powojennego Wrocławia. Był to także jeden z pierwszych zrealizowanych projektów w mieście, operujących w pełni stylistyką modernistyczną. Kolejne remonty i modernizacje częściowo zubożyły obiekt pod względem walorów architektonicznych i w efekcie postuluje się  przeprowadzenie gruntownej rewaloryzacji obiektu w wielu aspektach architektonicznych.
Sam projekt oceniany jest wysoko. Wskazuje się na ciekawe zestawienie kubusów w asymetrycznych układach o różnych polach powierzchni i wysokościach. Cenione są zastosowane rozwiązania plastyczne brył i elewacji. Podkreśla się, że urozmaicona bryła stanowi idealne tło dla rytmicznych podziałów elewacji. Ponadto układ elewacji, zastosowane pierwotnie materiały oraz kolorystyka, prowadzące częściowo do kontrastowych zestawień, kreowało wrażenie elegancji i lekkości. Za bardzo istotny walor budynku uważa się także jego program użytkowy.